# Den uppståndne Kristus
Den uppståndne Kristus, på italienska Cristo Redentore eller Cristo della Minerva, är en marmorskulptur utförd av Michelangelo 1519–1521. Verket var en beställning av adelsmannen Metello Vari för dominikanerklostret vid Santa Maria sopra Minerva i Rom. Michelangelo hade redan 1516 utfört en första version, men en defekt i marmorn fick honom att överge projektet. En andra version fullbordades 1521.